# Deutsche Fußballnationalmannschaft (U-19-Frauen)
Die deutsche Fußballnationalmannschaft der U-19-Frauen (Fußballspielerinnen unter bzw. bis 19 Jahre) repräsentiert Deutschland im internationalen Frauenfußball. Die Nationalmannschaft ist dem Deutschen Fußball-Bund unterstellt und wird seit 2024 von Michael Urbansky trainiert. Co-Trainerin ist die ehemalige deutsche Nationalspielerin Ariane Hingst. Gegründet wurde die Nationalmannschaft 1997 als U-18-Auswahl. Im Sommer 2001 wurde die Altersgrenze auf 19 Jahre erhöht.
Die deutsche Auswahl ist in ihrer Altersklasse die erfolgreichste Mannschaft Europas. Bislang wurde die deutsche Mannschaft sechsmal Europa- und einmal Weltmeister. Zudem wurde sie, nachdem die U-19-Weltmeisterschaft durch die U-20-Weltmeisterschaft ersetzt worden war, zweimal U-20-Weltmeister. Darüber hinaus ist die U-19-Auswahl die bislang erfolgreichste Mannschaft im Nachwuchsbereich des DFB. Sollte sich die U-19-Auswahl über die Europameisterschaft qualifizieren, nimmt die U-20-Nationalmannschaft an der U-20-Weltmeisterschaft teil.
Viele Spielerinnen der U-19-Nationalmannschaft sind Stammspielerinnen in ihren Bundesligavereinen und schaffen später den Sprung in die A-Nationalmannschaft.
2012 konnte sich die Mannschaft erstmals nicht für die EM-Endrunde qualifizieren. In der 2. Qualifikationsrunde schied die Mannschaft gegen den späteren Europameister Schweden aus.

## Turnierbilanz

### Weltmeisterschaften
| Jahr   | Gastgeber       | Platzierung         |
| ------ | --------------- | ------------------- |
| 2002   | Kanada          | 3. Platz            |
| 2004   | Thailand        | Weltmeister         |
| 2006   | Russland        | Viertelfinale (U20) |
| 2008   | Chile           | 3. Platz (U20)      |
| 2010   | Deutschland     | Weltmeister (U20)   |
| 2012   | Japan           | 2. Platz (U20)      |
| 2014   | Kanada          | Weltmeister (U20)   |
| 2016   | Papua-Neuguinea | Viertelfinale (U20) |
| 2018   | Frankreich      | Viertelfinale (U20) |
| 2020 1 | Costa Rica 1    | – 1                 |
| 2022   | Costa Rica      | Vorrunde (U20)      |
| 2024   | Kolumbien       | qualifiziert (U20)  |

### Europameisterschaften
| Jahr   | Gastgeber      | Platzierung         |
| ------ | -------------- | ------------------- |
| 1998   | mehrere        | Halbfinale (U18)    |
| 1999   | Schweden       | 2. Platz (U18)      |
| 2000   | Frankreich     | Europameister (U18) |
| 2001   | Norwegen       | Europameister (U18) |
| 2002   | Schweden       | Europameister       |
| 2003   | Deutschland    | Vorrunde            |
| 2004   | Finnland       | 2. Platz            |
| 2005   | Ungarn         | Halbfinale          |
| 2006   | Schweiz        | Europameister       |
| 2007   | Island         | Europameister       |
| 2008   | Frankreich     | Halbfinale          |
| 2009   | Belarus        | Vorrunde            |
| 2010   | Nordmazedonien | Halbfinale          |
| 2011   | Italien        | Europameister       |
| 2012   | Türkei         | nicht qualifiziert  |
| 2013   | Wales          | Halbfinale          |
| 2014   | Norwegen       | nicht qualifiziert  |
| 2015   | Israel         | Halbfinale          |
| 2016   | Slowakei       | Vorrunde            |
| 2017   | Nordirland     | Halbfinale          |
| 2018   | Schweiz        | 2. Platz            |
| 2019   | Schottland     | 2. Platz            |
| 2020 2 | Georgien 2     | – 2                 |
| 2021 2 | Belarus 2      | – 2                 |
| 2022   | Tschechien     | Vorrunde            |
| 2023   | Belgien        | 2. Platz            |
| 2024   | Litauen        | Vorrunde            |

## Trainerteam
Seit 2024 trainiert Michael Urbansky die Mannschaft.
Als Co-Trainer fungieren Ariane Hingst und Thomas Pfannkuch. Silke Rottenberg und Nico Formella sind Torwarttrainer der Auswahl.

## Rekordspielerinnen
| Spiele | Name                                |
| ------ | ----------------------------------- |
| 48     | Anja Mittag                         |
| 36     | Isabel Kerschowski                  |
| 35     | Simone Laudehr                      |
| 34     | Carolin Schiewe Monique Kerschowski |
| 32     | Peggy Nietgen                       |

## Rekordtorschützinnen
| Tore | Name                |
| ---- | ------------------- |
| 32   | Anja Mittag         |
| 25   | Isabel Kerschowski  |
| 16   | Simone Laudehr      |
| 15   | Paulina Krumbiegel  |
| 15   | Dzsenifer Marozsán  |
| 14   | Sjoeke Nüsken       |
| 13   | Kim Kulig           |
| 12   | Monique Kerschowski |
| 12   | Melissa Kössler     |

13 Spielerinnen ist es bisher gelungen, in einem Länderspiel mindestens vier Tore zu erzielen:
- Lisa Ebert (5. Oktober 2018 gg. Estland)
- Laura Freigang (4. April 2015 gg. Schottland)
- Stephanie Goddard (1. Oktober 2006 gg. Österreich)
- Isabel Kerschowski (27. April 2006 gg. Slowenien und 28. September 2006 gg. Georgien)
- Kim Kulig (24. April 2008 gg. Russland)
- Simone Laudehr (20. April 2002 gg. Polen)
- Lina Magull (10. August 2013 gg. Belgien)
- Dzsenifer Marozsán (25. April 2009 gg. Slowakei)
- Maxine Mittendorf (28. September 2006 gg. Georgien innerhalb von 20 Minuten)
- Sjoeke Nüsken (6 Tore am 5. Oktober 2018 gg. Estland)
- Julia Šimić (29. September 2007 gg. Mazedonien)
- Anna-Lena Stolze (3. April 2018 gg. die Slowakei)
- Shelley Thompson (29. Juli 2003 gg. England)

## Länderspiele
Folgende Pflichtspiele absolvierte die deutsche U-19-Nationalmannschaft seit ihrer Gründung bei Welt- und Europameisterschaften (Finalspiele sind blau hervorgehoben):
| Datum             | Austragungsort                   | Gegner              | Ergebnis                  | Turnier             | Deutsche Torschützinnen                                                                           |
| ----------------- | -------------------------------- | ------------------- | ------------------------- | ------------------- | ------------------------------------------------------------------------------------------------- |
| 2. Mai 2002       | Helsingborg (Schweden)           | Frankreich          | 3:2 (1:2)                 | EM-Vorrunde         | Müller 21, 56, 70′                                                                                |
| 4. Mai 2002       | Staffanstorp (Schweden)          | Spanien             | 2:0 (1:0)                 | EM-Vorrunde         | Brendel 16′, Odebrecht 89′                                                                        |
| 6. Mai 2002       | Ängelholm (Schweden)             | Schweden            | 1:0 (1:0)                 | EM-Vorrunde         | Mittag 20′                                                                                        |
| 10. Mai 2002      | Landskrona (Schweden)            | England             | 1:0 (1:0)                 | EM-Halbfinale       | Westphal 29 (Elfm.)′                                                                              |
| 12. Mai 2002      | Helsingborg (Schweden)           | Frankreich          | 3:1 (2:1)                 | EM-Finale           | Bachor 34′, Müller 43′, Odebrecht 70′                                                             |
| 17. August 2002   | Vancouver (Kanada)               | Frankreich          | 2:0 (1:0)                 | WM-Vorrunde         | Mittag 39, 90′                                                                                    |
| 19. August 2002   | Vancouver (Kanada)               | Brasilien           | 0:1 (0:0)                 | WM-Vorrunde         |                                                                                                   |
| 21. August 2002   | Vancouver (Kanada)               | Mexiko              | 3:1 (1:1)                 | WM-Vorrunde         | Müller 33′, Brendel 61′, Mittag 86′                                                               |
| 25. August 2002   | Edmonton (Kanada)                | Japan               | 2:1 n. GG. (1:1, 0:1)     | WM-Viertelfinale    | Bresonik 90, 94′                                                                                  |
| 29. August 2002   | Edmonton (Kanada)                | Vereinigte Staaten  | 1:4 (1:3)                 | WM-Halbfinale       | Bresonik 16′                                                                                      |
| 1. September 2002 | Edmonton (Kanada)                | Brasilien           | 4:3 i. E. (1:1, 0:1)      | WM-Spiel um Platz 3 | Bachor 49′ Elfmeterschießen: Zietz, Odebrecht, Bresonik, Westphal, Werlein                        |
| 25. Juli 2003     | Taucha                           | Italien             | 0:2 (0:2)                 | EM-Vorrunde         |                                                                                                   |
| 27. Juli 2003     | Leipzig                          | Schweden            | 1:2 (0:1)                 | EM-Vorrunde         | Krahn 50′                                                                                         |
| 29. Juli 2003     | Torgau                           | England             | 6:0 (4:0)                 | EM-Vorrunde         | Thompson 12, 40, 79, 90′, Goeßling 22′, Laudehr 42′                                               |
| 28. Juli 2004     | Hyvinkää (Finnland)              | Finnland            | 4:0 (1:0)                 | EM-Vorrunde         | Mittag 36′, Goeßling 50′, Laudehr 63′, Behringer 76′                                              |
| 30. Juli 2004     | Kauniainen (Finnland)            | Schweiz             | 4:0 (1:0)                 | EM-Vorrunde         | Krahn 39′, Mittag 63, 80, 86′                                                                     |
| 2. August 2004    | Hyvinkää (Finnland)              | Spanien             | 7:0 (4:0)                 | EM-Vorrunde         | Eigentor 9′, Laudehr 20, 52′, Mittag 39′, Goeßling 45, 50′ Grießemer 90′                          |
| 5. August 2004    | Hämeenlinna (Finnland)           | Russland            | 8:0 (1:0)                 | EM-Halbfinale       | Kasperczyk 11′, Krahn 49′, Mittag 65′, Goeßling 81′, Laudehr 85′ Thomas 90′, Grießemer 90, 90′    |
| 8. August 2004    | Vantaa (Finnland)                | Spanien             | 1:2 (1:1)                 | EM-Finale           | Krahn 45′                                                                                         |
| 10. November 2004 | Bangkok (Thailand)               | Thailand            | 6:0 (6:0)                 | WM-Vorrunde         | Mittag 10′, Goeßling 12, 41′, Okoyino da Mbabi 17, 24′, Laudehr 43′                               |
| 13. November 2004 | Bangkok (Thailand)               | Australien          | 4:0 (2:0)                 | WM-Vorrunde         | Okoyino da Mbabi 4′, Mittag 26, 73′, Blässe 85′                                                   |
| 16. November 2004 | Bangkok (Thailand)               | Kanada              | 3:3 (3:2)                 | WM-Vorrunde         | Hanebeck 4′, Mittag 10, 37′                                                                       |
| 21. November 2004 | Chiang Mai (Thailand)            | Nigeria             | 5:4 i. E. (1:1, 1:1, 0:1) | WM-Viertelfinale    | Mittag 86′ Elfmeterschießen: Behringer, Thomas, Hauer, Hanebeck, Mittag                           |
| 24. November 2004 | Bangkok (Thailand)               | Vereinigte Staaten  | 3:1 (1:1)                 | WM-Halbfinale       | Krahn 11′, Behringer 69′, Hanebeck 82′                                                            |
| 27. November 2004 | Bangkok (Thailand)               | Volksrepublik China | 2:0 (1:0)                 | WM-Finale           | Laudehr 4′, Behringer 83′                                                                         |
| 20. Juli 2005     | Bük (Ungarn)                     | Ungarn              | 2:0 (0:0)                 | EM-Vorrunde         | Okoyino da Mbabi 50′, Hanebeck 58′                                                                |
| 22. Juli 2005     | Bük (Ungarn)                     | Schweiz             | 5:2 (2:1)                 | EM-Vorrunde         | Okoyino da Mbabi 10′, Blässe 36, 77′, Laudehr 61′, Graves 86′                                     |
| 25. Juli 2005     | Bük (Ungarn)                     | Finnland            | 3:1 (3:0)                 | EM-Vorrunde         | Banecki 21′, Okoyino da Mbabi 22′, I. Kerschowski 43′                                             |
| 28. Juli 2005     | Zalaegerszeg (Ungarn)            | Russland            | 1:3 (1:1)                 | EM-Halbfinale       | Okoyino da Mbabi 44′                                                                              |
| 11. Juli 2006     | Bern (Schweiz)                   | Schweden            | 1:1 (0:1)                 | EM-Vorrunde         | Angel 88′                                                                                         |
| 13. Juli 2006     | Langenthal (Schweiz)             | Dänemark            | 2:0 (0:0)                 | EM-Vorrunde         | Bajramaj 53′, Keßler 67′                                                                          |
| 16. Juli 2006     | Solothurn (Schweiz)              | Belgien             | 4:0 (1:0)                 | EM-Vorrunde         | Engel 42′, Keßler 46′, Blässe 85′, Höfler 89′                                                     |
| 19. Juli 2006     | Bern (Schweiz)                   | Russland            | 4:0 (0:0)                 | EM-Halbfinale       | Angel 48′, M. Kerschowski 51′, Maier 54′, I. Kerschowski 72′                                      |
| 22. Juli 2006     | Bern (Schweiz)                   | Frankreich          | 3:0 (1:0)                 | EM-Finale           | I. Kerschowski 13, 53′, M. Kerschowski 75′                                                        |
| 18. Juli 2007     | Reykjavík (Island)               | Dänemark            | 1:0 (1:0)                 | EM-Vorrunde         | M. Kerschowski 19′                                                                                |
| 20. Juli 2007     | Reykjavík (Island)               | Norwegen            | 2:0 (1:0)                 | EM-Vorrunde         | Goddard 22′, Keßler 58′                                                                           |
| 23. Juli 2007     | Grindavík (Island)               | Island              | 4:2 (2:0)                 | EM-Vorrunde         | Wübbenhorst 8′, Keßler 22′, Bock 74′, I. Kerschowski 90′                                          |
| 26. Juli 2007     | Reykjavík (Island)               | Frankreich          | 4:2 n. V. (2:2, 1:0)      | EM-Halbfinale       | Goddard 43′, Banecki 66′, Hartel 114′, I. Kerschowski 120′                                        |
| 29. Juli 2007     | Reykjavík (Island)               | England             | 2:0 n. V. (0:0, 0:0)      | EM-Finale           | Bock 107′, M. Kerschowski 119′                                                                    |
| 7. Juli 2008      | Avoine (Frankreich)              | England             | 2:0 (1:0)                 | EM-Vorrunde         | Pollmann 35, 59′                                                                                  |
| 10. Juli 2008     | Saint-Cyr-sur-Loire (Frankreich) | Schweden            | 1:1 (1:1)                 | EM-Vorrunde         | Pollmann 25′                                                                                      |
| 13. Juli 2008     | Amboise (Frankreich)             | Schottland          | 7:0 (5:0)                 | EM-Vorrunde         | Schwab 10, 45′, Kulig 18′, Pollmann 32′, Mirlach 37′, Hegering 47′, Wagner 64′                    |
| 16. Juli 2008     | Tours (Frankreich)               | Norwegen            | 2:4 i. E. (1:1, 1:1, 1:0) | EM-Halbfinale       | Mirlach 2′ Elfmeterschießen: Hegering, Wagner, Pollmann, Mirlach                                  |
| 13. Juli 2009     | Minsk (Belarus)                  | Frankreich          | 2:1 (2:1)                 | EM-Vorrunde         | Wich 35, 36′                                                                                      |
| 16. Juli 2009     | Minsk (Belarus)                  | Schweiz             | 0:3 (0:1)                 | EM-Vorrunde         |                                                                                                   |
| 19. Juli 2009     | Baryssau (Belarus)               | Belarus             | 9:0 (7:0)                 | EM-Vorrunde         | Marozsán 6, 7, 10′, Bagehorn 23′, Mirlach 27 (Elfm.)′, Huth 31′ Wermelt 35′, Popp 62′, Wagner 77′ |
| 24. Mai 2010      | Kumanovo (Nordmazedonien)        | Italien             | 4:1 (3:0)                 | EM-Vorrunde         | Malinowski 15′, Kayikçi 25′, Bagehorn 34′, Simon 47′                                              |
| 27. Mai 2010      | Skopje (Nordmazedonien)          | Schottland          | 5:1 (1:0)                 | EM-Vorrunde         | Knaak 45, 68, 90′, Kleiner 82 (Elfm.)′, Doppler 90′                                               |
| 30. Mai 2010      | Skopje (Nordmazedonien)          | England             | 2:1 (2:1)                 | EM-Vorrunde         | Doppler 12′, Knaak 40′                                                                            |
| 2. Juni 2010      | Skopje (Nordmazedonien)          | Frankreich          | 3:5 i. E. (1:1, 1:1, 1:1) | EM-Halbfinale       | Malinowski 37′ Elfmeterschießen: Bagehorn, Kleiner, Elsig, Beckmann                               |
| 30. Mai 2011      | Cervia (Italien)                 | Norwegen            | 3:1 (2:1)                 | EM-Vorrunde         | Schmid 26′, Lotzen 45′, Hegenauer 90′                                                             |
| 2. Juni 2011      | Bellaria (Italien)               | Spanien             | 1:0 (0:0)                 | EM-Vorrunde         | Beckmann 57′                                                                                      |
| 5. Juni 2011      | Imola (Italien)                  | Niederlande         | 2:1 (0:0)                 | EM-Vorrunde         | Lotzen 67′ Rudelic 90′                                                                            |
| 8. Juni 2011      | Imola (Italien)                  | Schweiz             | 3:1 (1:1)                 | EM-Halbfinale       | Petzelberger 21′, Beckmann 54′, Lotzen 84′                                                        |
| 11. Juni 2011     | Imola (Italien)                  | Norwegen            | 8:1 (1:0)                 | EM-Finale           | Wensing 29′, Schmid 50, 79′, Lotzen 55, 60′, Petzelberger 57′ Rudelic 70′, Hegenauer 87′          |
| 19. August 2013   | Llanelli (Wales)                 | Norwegen            | 5:0 (5:0)                 | EM-Vorrunde         | Dallmann 12, 15′, Bremer 21, 39, 43′                                                              |
| 22. August 2013   | Haverfordwest (Wales)            | Schweden            | 2:0 (0:0)                 | EM-Vorrunde         | Bremer 59, 84′                                                                                    |
| 25. August 2013   | Carmarthen (Wales)               | Finnland            | 1:1 (1:0)                 | EM-Vorrunde         | Tietge 20′                                                                                        |
| 28. August 2013   | Llanelli (Wales)                 | Frankreich          | 1:2 (0:0)                 | EM-Halbfinale       | Bremer 90′                                                                                        |
| 15. Juli 2015     | Rishon LeZion (Israel)           | England             | 2:1 (1:1)                 | EM-Vorrunde         | Ehegötz 25′, Knaak 87′                                                                            |
| 18. Juli 2015     | Lod (Israel)                     | Norwegen            | 0:2 (0:2)                 | EM-Vorrunde         |                                                                                                   |
| 21. Juli 2015     | Rishon LeZion (Israel)           | Spanien             | 1:0 (1:0)                 | EM-Vorrunde         | Gálvez 39′                                                                                        |
| 24. Juli 2015     | Netanya (Israel)                 | Schweden            | 2:4 i. E. (3:3, 3:3, 1:2) | EM-Halbfinale       | Knaak 11′, Ehegötz 58′, Gier 78′ Elfmeterschießen: Knaak, Gier, Rauch, Gaugigl                    |
| 19. Juli 2016     | Senica (Slowakei)                | Spanien             | 0:1 (0:0)                 | EM-Vorrunde         |                                                                                                   |
| 22. Juli 2016     | Senica (Slowakei)                | Schweiz             | 2:4 (1:1)                 | EM-Vorrunde         | Sanders 3′, Freigang 70′                                                                          |
| 25. Juli 2016     | Senica (Slowakei)                | Österreich          | 3:1 (1:0)                 | EM-Vorrunde         | Ehegötz 43′, Freigang 58′, Sanders 73′                                                            |
| 8. August 2017    | Belfast (Nordirland)             | Schottland          | 3:0 (2:0)                 | EM-Vorrunde         | Gwinn 19′, Rieke 39′, Memeti 80′                                                                  |
| 11. August 2017   | Portadown (Nordirland)           | Spanien             | 2:0 (1:0)                 | EM-Vorrunde         | Graf 25′, Orschmann 66′                                                                           |
| 14. August 2017   | Ballymena (Nordirland)           | Nordirland          | 6:0 (3:0)                 | EM-Vorrunde         | Bühl 6, 25′, Rieke 28′, Kögel 58′, Siems 62′, Gerhardt 86′                                        |
| 17. August 2017   | Belfast (Nordirland)             | Frankreich          | 1:2 (1:0)                 | EM-Halbfinale       | Bühl 40′                                                                                          |
| 18. Juli 2018     | Biel/Bienne (Schweiz)            | Dänemark            | 1:0 (0:0)                 | EM-Vorrunde         | Krumbiegel 54′                                                                                    |
| 21. Juli 2018     | Yverdon-les-Bains (Schweiz)      | Niederlande         | 0:1 (0:0)                 | EM-Vorrunde         |                                                                                                   |
| 24. Juli 2018     | Yverdon-les-Bains (Schweiz)      | Italien             | 2:0 (1:0)                 | EM-Vorrunde         | Anyomi 36′, Krumbiegel 85′                                                                        |
| 27. Juli 2018     | Biel/Bienne (Schweiz)            | Norwegen            | 2:0 (1:0)                 | EM-Halbfinale       | Kössler 45′, Stolze 47′                                                                           |
| 30. Juli 2018     | Biel/Bienne (Schweiz)            | Spanien             | 0:1 (0:0)                 | EM-Finale           |                                                                                                   |
| 16. Juli 2019     | Perth (Schottland)               | England             | 2:1 (2:0)                 | EM-Vorrunde         | Kössler 12′, Krumbiegel 32′                                                                       |
| 19. Juli 2019     | Perth (Schottland)               | Belgien             | 5:0 (2:0)                 | EM-Vorrunde         | Anyomi 35, 58′, Krumbiegel 41′, Kössler 53′, Ebert 81′                                            |
| 22. Juli 2019     | Stirling (Schottland)            | Spanien             | 0:0                       | EM-Vorrunde         |                                                                                                   |
| 25. Juli 2019     | Glasgow (Schottland)             | Niederlande         | 3:1 (1:0)                 | EM-Halbfinale       | Kössler 19′, Müller 81 (Elfm.)′, Martinez 89′                                                     |
| 28. Juli 2019     | Paisley (Schottland)             | Frankreich          | 1:2 (1:1)                 | EM-Finale           | Anyomi 6′                                                                                         |
| 27. Juni 2022     | Frýdek-Místek (Tschechien)       | Schweden            | 0:2 (0:2)                 | EM-Vorrunde         |                                                                                                   |
| 30. Juni 2022     | Karviná (Tschechien)             | Norwegen            | 1:2 (1:0)                 | EM-Vorrunde         | Mattner-Trembleau 10′                                                                             |
| 3. Juli 2022      | Karviná (Tschechien)             | England             | 3:0 (1:0)                 | EM-Vorrunde         | Mattner-Trembleau 44, 90′, Zdebel 87′                                                             |
| 18. Juli 2023     | Tubize (Belgien)                 | Österreich          | 6:0 (4:0)                 | EM-Vorrunde         | Nachtigall 16, 29′, Şehitler 18, 77′, Alber 26′, Kett 49′                                         |
| 21. Juli 2023     | Tubize (Belgien)                 | Belgien             | 2:0 (1:0)                 | EM-Vorrunde         | Kett 36′, Alber 52′                                                                               |
| 24. Juli 2023     | Tubize (Belgien)                 | Niederlande         | 1:3 (1:1)                 | EM-Vorrunde         | D. Açıkgöz 27′                                                                                    |
| 27. Juli 2023     | Tubize (Belgien)                 | Frankreich          | 3:2 n. V. (2:2, 2:0)      | EM-Halbfinale       | Veit 57′, Platner 90+3′, Kett 115′                                                                |
| 30. Juli 2023     | Löwen (Belgien)                  | Spanien             | 2:3 i. E. (0:0, 0:0)      | EM-Finale           | Elfmeterschießen: Veit, Diehm, Hils Bartz, Deutsch                                                |
| 15. Juli 2024     | Jonava (Litauen)                 | Niederlande         | 1:1 (0:0)                 | EM-Vorrunde         | Krüger 75′                                                                                        |
| 18. Juli 2024     | Jonava (Litauen)                 | Irland              | 2:1 (0:1)                 | EM-Vorrunde         | Schetter 71′, Portella 77′                                                                        |
| 21. Juli 2024     | Jonava (Litauen)                 | Spanien             | 0:2 (0:1)                 | EM-Vorrunde         |                                                                                                   |